# 부흘레다르

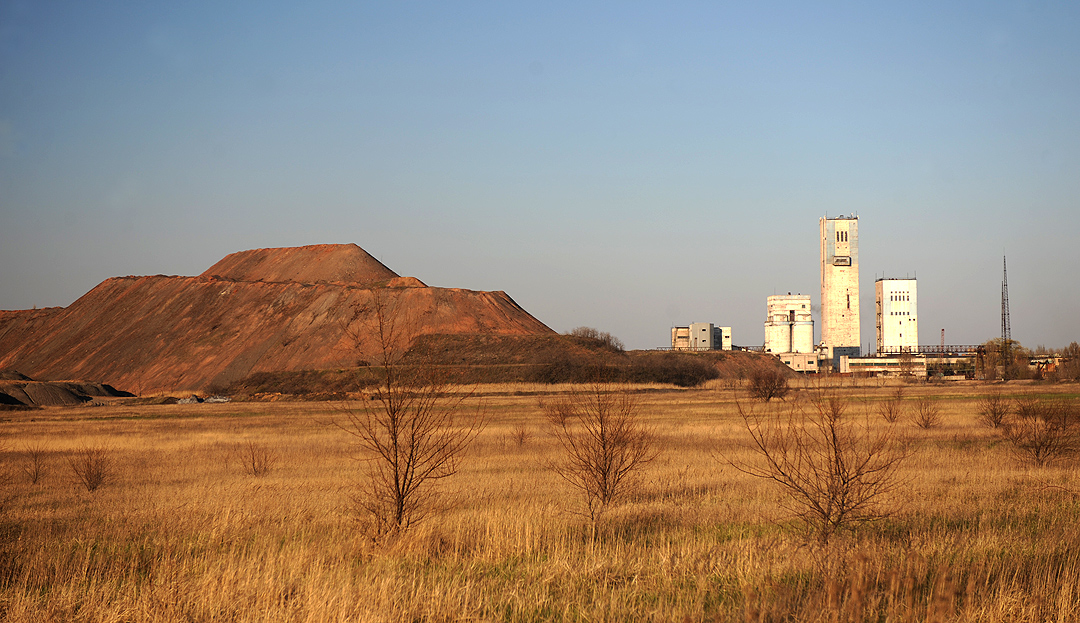

부흘레다르(우크라이나어: Вугледар, 러시아어: Угледар, 영어: Vuhledar)는 우크라이나 동부 도네츠크주 볼노바카 라이온에 있는 도시이다. 부흘레다르 어반 흐로마다의 행정 중심지이다. 2022년 초 인구는 14,144명이었다.
부흘레다르는 우크라이나 동부의 문화 및 경제 돈바스 지역에 있는 탄광 도시로, 1960년대 이 지역의 석탄 산업 발전에 기원을 두고 있다. 주요 경제 중심지로 계획되었으나 기대에 미치지 못하여 21세기에도 소소한 경제 중심지로 남아있다.
러시아의 우크라이나 침공 당시인 2022년 3월부터 2년 넘게 부흘레다르는 전투의 현장이었다. 도시를 위한 전투는 도시를 거의 완전히 파괴하고 인구가 감소했으며, 2023년 초에 도시에 남은 민간인은 500명 미만인 것으로 알려졌다. 부흘레다르는 2024년 10월 러시아군에 의해 점령되었다.

## 인구
| 연도 | 인구   | ±%      |
| ---- | ------ | ------- |
| 1970 | 2,179  | —       |
| 1979 | 7,382  | +238.8% |
| 1989 | 18,658 | +152.7% |

| 연도 | 인구   | ±%     |
| ---- | ------ | ------ |
| 2001 | 17,440 | −6.5%  |
| 2011 | 15,497 | −11.1% |
| 2022 | 14,144 | −8.7%  |